# Roger Pohon
 (août 2019).
Si vous disposez d'ouvrages ou d'articles de référence ou si vous connaissez des sites web de qualité traitant du thème abordé ici, merci de compléter l'article en donnant les références utiles à sa vérifiabilité et en les liant à la section « Notes et références ».
Roger Pohon, né le 25 janvier 1940 à Trignac et mort le 13 février 2025 à Douarnenez,, est un footballeur et entraîneur français.

## Biographie
Roger Pohon, né le 25 janvier 1940 à Trignac, en banlieue de Saint-Nazaire, commence sa carrière au FC Nantes où il reste pendant cinq saisons de 1958 à 1963, disputant au moins 15 matches. Il rejoint ensuite le Stade quimpérois pour les douze dernières saisons de sa carrière, de 1963 à 1975, jouant au moins 78 matches.
Roger Pohon a connu plusieurs sélections en équipe de l’Ouest et deux sélections en équipe de France amateur.
Roger Pohon devient entraîneur à Plouhinec où il fait monter l’équipe fanion pendant plusieurs années. Il occupe par ailleurs le banc du Stade quimpérois de 1992 à février 1995.